# Traylor Howard
Traylor Elizabeth Howard (Orlando, 14 de junho de 1966) é uma atriz americana, conhecida por interpretar Sharon Carter na série de televisão Two Guys and a Girl, e Natalie Teeger na série Monk: Um Detetive Diferente.

## Biografia
Traylor se formou Florida State University em publicidade e comunicação, e também com especialização em inglês.
Em 1994, ela apareceu em uma das séries "You Will" de comerciais de televisão da AT&T Corporation.
Seus papéis mais notáveis até hoje são Natalie Teeger na série  Um Detetive Diferente e Sharon Carter no sitcom Two Guys and a Girl. Ela também estrelou Boston Common e Bram & Alice, ao lado de Alfred Molina, dois sitcoms de vida curta.
Participou do videoclipe da música "Breakout" do Foo Fighters, interpretando a namorada de Dave Grohl. A música faz parte da trilha sonora do filme Eu, Eu Mesmo & Irene, onde ela também atua como a esposa traíra do personagem de Jim Carrey. Em 2005, ela co-estrelou o filme O Filho do Maskara, ao lado de Jamie Kennedy e Alan Cumming.

## Vida pessoal
Howard foi casada três vezes. Seu primeiro casamento foi com Cameron Hall em 2 de fevereiro de 1991, que terminou em divórcio em 12 de março de 1993. O casal não teve filhos. Seu segundo casamento foi com o comerciante de vinho Christian Navarro em 26 de abril de 2003, que terminou em divórcio em 2005.
Em 24 de novembro de 2006, Howard deu à luz a um filho, Sabu. Ela estava grávida dele durante a quinta temporada de Monk, então ela passou vários episódios com caixas, jornais e coisas do tipo na frente de seu abdômen para esconder a gravidez. Traylor se casou pela terceira vez em 2011 com Jarel Portman, filho do famoso arquiteto John C. Portman Jr. O filho do casal, Julien, nasceu em 2012.

## Carreira
| Cinema    | Cinema                                                               | Cinema                                  | Cinema                                                  |
| Ano       | Título                                                               | Papel                                   | Obs.                                                    |
| --------- | -------------------------------------------------------------------- | --------------------------------------- | ------------------------------------------------------- |
| 1994      | Till the End of the Night                                            | Fran                                    | Creditada como Traylor H. Hall                          |
| 1998      | Confessions of a Sexist Pig                                          | Anne Henning                            | Título alternativo: Taste of Love                       |
| 1998      | Dirty Work                                                           | Kathy                                   | br: Vingança sob Encomenda                              |
| 2000      | Me, Myself & Irene                                                   | Layla Baileygates                       | br: Eu, Eu Mesmo & Irene pt: Ela, Eu e o Outro          |
| 2005      | Son of the Mask                                                      | Tonya Avery                             | br: O Filho do Máskara pt: A Máscara 2 - A Nova Geração |
| 2016      | Simon Says Save the Climate!                                         | Urso polar                              | Voz                                                     |
| Televisão |                                                                      |                                         |                                                         |
| Ano       | Título                                                               | Papel                                   | Obs.                                                    |
| 1994      | Lois & Clark: The New Adventures of Superman                         | Funcionária do escritório do Dr. Heller | Episódio: "Madame Ex"                                   |
| 1996–1997 | Boston Common                                                        | Joy Byrnes                              | 32 episódios                                            |
| 1998–2001 | Two Guys, a Girl and a Pizza Place                                   | Sharon Carter                           | 81 episódios                                            |
| 2002      | The West Wing                                                        | Lisa Sherborne                          | Episódio: "100,000 Airplanes"                           |
| 2002      | First Monday                                                         | Ashley Riverton                         | Episódio: "Right to Die"                                |
| 2002      | The Division                                                         | Sarah Franzen                           | Episódio: "Remembrance"                                 |
| 2002      | Bram and Alice                                                       | Alice O'Connor                          | 8 episódios                                             |
| 2005–2009 | Monk                                                                 | Natalie Teeger                          | 87 episódios                                            |
| 2010      | Nolan Knows Best                                                     | Julie Nolan                             | Piloto, estrelando Dana Gould                           |
| 2020      | Peacock Presents: The At-Home Variety Show Featuring Seth MacFarlane | Natalie Teeger                          | Episódio: "Mr. Monk Shelters in Place"                  |
| 2023      | Mr. Monk's Last Case: A Monk Movie                                   | Natalie Teeger                          | Filme para a TV                                         |